# تستوستيرون (دواء)
التستوستيرون هو دواء، وهرمون ستيرودي يتكون طبيعياً. يستخدم لعلاج مشكلة القصور في الغدد التناسلية عند الذكور وأنواع معينة من سرطان الثدي. من الممكن استخدامه على شكل منشطات لزيادة القدرة البدنية. ومن غير الواضح إذا ما كان استخدامه ضاراً أو نافعاً في حالات انخفاض مستوياته في الجسم نتيجة للتقدم في العمر. يمكن استخدام التستوستيرون كجل أو كاللطخة التي توضع على الجلد أو حقنة بالعضل أوحبة توضع في الخد أو حبة تأخذ عن طريق الفم.
الأعراض الجانبية الشائعة عند استخدام التستوستيرون هي ظهور حب الشباب، تورم وبروز الصدر عند الرجال. أما الأعراض الجانبية الخطيرة فهي التعرض لتسمم الكبد، أمراض القلب، والتغيرات السلوكية. التعرض له من قبل النساء والأطفال قد يظهر لديهم صفات رجولية.
ينصح بعدم استخدام هذا الدواء من قبل الأفراد المصابين بسرطان البروستات. من الممكن أن يتسبب استخدامه خلال فترة الحمل أو الرضاعة الطبيعية بضرر للطفل. يتبع التستوستيرون لعائلة الأدوية الاندروجينية.
أطلق التستوستيرون لأول مرة عام 1935. وازدادت معدلات استخدامه في الولايات المتحدة ما بين العامين 2001 و 2011 إلى ثلاثة أضعاف. مدرج في لائحة أدوية منظمة الصحة العالمية الأساسية. متواجد كدواء عام. يعتمد السعر على الجرعة والشكل الدوائي للمنتج.

## موانع الاستخدام
موانع الاستخدام المطلقة للتستوستيرون تشمل سرطان البروستات، ارتفاع في تكدس الدم (>54%)، قصور القلب الغير مسيطر عليه وأمراض قلبية أخرى، وأيضاً انقطاع النفس غير المسيطر عليه أثناء النوم. ويعتبر أيضاً استخدام التستوستيرون كعلاج لسرطان الثدي من موانع الاستخدام المطلقة من قبل بعض المصادر، لكن الاندروجينات ومنها التستوستيرون قد تم استخدامها فعلياً في علاج سرطان الثدي. أما موانع الاستخدام النسبية للتستوستيرون فتشمل ارتفاع مستضدات البروستات النوعية عند الرجال مع ارتفاع خطورة الإصابة بسرطان البروستات نتيجة لتاريخ العائلة أو الأصل العرقي، وارتفاع في تكدس الدم (>50%)، وأيضاً أعراض التهاب المسالك البولية الشديدة.

## الاستخدامات الطبية
الاستخدام الأولي للتستوستيرون هو كعلاج لعدم القدرة على إنتاج التستوستيرون بصورة طبيعية أو إنتاجه بكمية قليلة عند الرجال، أيضاً في حالة قصور الغدد التناسلية وفي حالة نقص الأندروجين. هذا العلاج يندرج ضمن العلاج البديل للهرمون، أو بالأحرى وأكثر تخصيصاً العلاج البديل للتستوستيرون أو العلاج البديل للأندروجين. يستخدم للحفاظ على مستوى التستوستيرون في الدم ضمن المستوى الطبيعي للذكور. تدني مستوى إنتاج التستوستيرون مع تقدم العمر أدى إلى زيادة الاهتمام بمكملات التستوستيرون.

### القصور
نقص التستوستيرون (قصور التستوستيرون) هو انخفاض غير طبيعي بإنتاج التستوستيرون ممكن أن يحدث بسبب خلل في الأداء الوظيفي للخصية (قصور القندية الأولي)، أو خلل في الأداء الوظيفي لغدة تحت المهاد (قصور القندية الثانوي)، ومن الممكن أن يكون السبب خلقي أو مكتسب.

### انخفاض في المستوى نتيجة للتقدم في العمر
قد تنخفض مستويات التستوستيرون تدريجياً مع تقدم العمر. صرحت المؤسسة العامة للغذاء والدواء للولايات المتحدة عام 2015 بأنه لا فوائد ولا أمان استخدام مكملات التستوستيرون لانخفاض مستوياته نتيجة لتقدم العمر تم اقرارها. وقد احتاجت المؤسسة لوضع وصف على التستوستيرون يشمل تحذيرات بخصوص زيادة خطر الإصابة بالنوبات والسكتات القلبية.

### الرجال الخناثى
للحصول على نتائج ايجابية للتأثيرات الرجولية يوصف التستوستيرون للرجال الخناثى كجزء من علاجهم الهرموني، والذي تم تقديره للتأثير السريري مع (المستوى المستهدف)وهو متوسط مستوى التستوستيرون عند الرجال.

### النساء
مكملات التستوستيرون بجرعات منخفضة لفترة قصيرة فعالة في علاج مرض ضعف الرغبة الجنسية. على أي حال، فإنه من غير الواضح إذا كان استخدامها لفترة طويلة آمناً. لا ينصح باستخدامها بشكل عام لعلاج انخفاض مستويات الأندروجين عند النساء خاصة عند تواجد الأسباب التالية وهي قصور النخامية، قصور الكظرية أو تبعاً لعملية جراحية لإزالة المبايض. وبالعادة لاينصح به أيضاً لتحسين الإدراك، الأشخاص المعرضين لخطر الإصابة بأمراض القلب، لتقوية العظام، للرفاهية وتحسين نوعية الحياة عامة.
أوجدت المراجعة المنهجية وتحليل التلوي عام 2014 نتائج 35 دراسة أجريت على أكثر من 5000 امرأة في مرحلة انقطاع الطمث مع وظائف طبيعية للغدة الكظرية وكانت كالتالي أن التستوستيرون ارتبط بتطوير واضح لمجالات متنوعة في الوظيفة الجنسية. ومن هذه المجالات تكرار النشاط الجنسي، ذروة الجماع، الإثارة الجنسية، والإشباع الجنسي من بين الأمور الأخرى. النساء اللواتي انقطع عنهن الطمث نتيجة لاستئصال المبيض أظهرن تحسن إيجابي في الوظيفة الجنسية نتيجة لاستخدام التستوستيرون أكثر من النساء اللواتي انقطع عنهن الطمث طبيعياً. إضافة لتأثيراته الإيجابية على الوظيفة الجنسية، ارتبط التستوستيرون مع تغيرات الدهون في الدم وتشمل هذه التغيرات انخفاض في المستويات العامة للكوليسترول، ثلاثي الغليسريد والبروتينات الدهنية عالية الكثافة وزيادة في مستويات البروتينات الدهنية منخفضة الكثافة. على أي حال، فإن مثل هذه التغيرات تكون قليلة في قيمتها لكن مع استمرارها لفترة طويلة فإنها تؤثر على القلب بصورة غير واضحة.
التغيرات كانت واضحة جداً مع تستوستيرون أنديكونيت الذي يعطى عن طريق الفم مقارنة بالتستوستيرون الذي يعطى عن طريق الحقن (مثلاً: بالأدمة). لم يظهر التستوستيرون تأثير واضح على مزاج المصابين بالاكتئاب أو القلق أو على القياسات الجسمية مثل: وزن الجسم أو مؤشر كتلة الجسم أو الكثافة المعدنية للعظام. على العكس فإنه ارتبط بتأثيرات جانبية إندروجينية واضحة تشمل: حب الشباب والزبب، وتأثيرات إندروجينية أخرى مثل: اكتساب الوزن، فقدان الشعر، غلظ الصوت أيضاً قد تم تسجيلها في بعض التجارب ولكن تم استثنائها من تحليل التلوي لعدم اكتفاء البيانات. تم تقييم نوعية كل الدلائل كمنخفضة، وبعد التحليلات تم النقاش فيها لتصبح قطعية في مناطق محددة كإشارة لأمانه عند استخدامه على المدى الطويل.
```
التقرير النظامي المتعاقي وتحليل التلوي عام 2017 لأكثر من 3000 امرأة انقطع عنهن الطمث أظهر تشابهاً في أن التستوستيرون تحت الجلد كان فعالاً في تطوير مجالات عدة في الوظيفة الجنسية من خلال العلاج لفترة قصيرة لمرض ضعف الرغبة الجنسية عند النساء ويعرف أيضاً ب (العجز عن الوصول إلى الانتصاب أو اضطراب التيقظ الجنسي).
[
19
]
 الأعراض الجانبية الإندروجينية مثل ظهور حب الشباب وزيادة نمو الشعر كانت واضحة أكثر في مدى انتشارها، بينما لم يحدث اختلافات واضحة في «زيادة شعر الوجه، الثعلبة، غلظ الصوت، تغير في البول، ألم في الصدر، ألم في الرأس، تفاعل في مكان اللطخة، جميع الأعراض الجانبية، ومنها الأعراض الجانبية الخطيرة كانت أسباباً للانسحاب من الدراسة وتراجع عدد النساء اللواتي أكملن الدراسة» وكل هذه الأعراض يمكن التحكم بها تقريباً.
[
19
]

على الرغم من أن التستوستيرون أظهر فعالية في تحسين الوظيفة الجنسية بالنسبة للنساء اللواتي انقطع عنهن الطمث، فهذا لم يظهر في حالة اللواتي لم ينقطع عنهن الطمث.
[
20
]
 
تقرير عام 2016 أظهر بأن الأبحاث لم تجد أي ارتباط بين الشهوة الجنسية ومستويات التستوستيرون عند النساء قبل انقطاع الطمث وأن علاج النساء اللواتي لم ينقطع عنهن الطمث باستخدام جرعات قليلة من التستوستيرون لم يظهر أي تحسن واضح في الوظيفة الجنسية تبعاً لمعظم الدراسات.
[
20
]
```

## الاستخدامات غير الطبية

### الرياضيين
يستخدم التستوستيرون كمنشط من قبل الرياضيين بهدف تحسين أدائهم. يصنف التستوستيرون كعامل بناء ويدرج ضمن اللائحة المتعلقة بالمواد والطرق الممنوعة في الوكالة العالمية لمكافحة المنشطات (WADA). المكملات الهرمونية تعمل على ضبط إنتاج النظام الإفرازي وتخفيض الإنتاج الطبيعي للهرمونات، لذا عند التوقف عن استخدامها فإن الإنتاج الطبيعي للهرمون سوف ينخفض عن مستواه الأصلي.
الستيرويدات الاندروجينية - البنائية (AAS) ومنها التستوستيرون واسترات التستوستيرون، أيضاً تستخدم لتعزيز نمو العضلات وقوتها وقدرتها على التحمل. تعمل بشكل مباشر عن طريق زيادة بناء البروتينات العضلية. نتيجة لذلك فإن الألياف العضلية تصبح أكبر وترمم بشكل أسرع من ترممها عند الشخص العادي.
بعد سلسلة من الشائعات والتقاولات خلال فترة الثمانينات (مثال: تحسن أداء بن جونسون في أولمبياد صيف 1988) تجدد أو كثر استخدام المحظورات الستيرودية من قبل العديد من المنظمات الرياضية. التستوستيرون والستيرويدات البنائية الاندروجينية الأخرى تم تصميمها «كمواد مراقبة» من قبل كونغرس الولايات المتحدة في عام1990 ، ً مع قانون مراقبة الستيرويدات البنائية. شوهدت استخداماتها في مجال الرياضة الحديثة بشكل خاص لمنحها الشخص الطول وهو الأمر الذي جعل الرياضيين وأخصائيي المختبرات يقومون بإخفاء تجاربهم لاستخدامه عن منظمي الرياضات. عاد استخدام التستوستيرون للأضواء مرة أخرى مؤخراً نتيجة للحدث المزدوج الانتحار-القتل لمحترف المصارعة الكندي كريس بنوا عام 2007. على أي حال، ليس هناك أي دليل يورط استخدام الستيرويد كعامل في هذه الحادثة.
من الطبيعي عند بعض الإناث الرياضيات أن تكون مستويات التستوستيرون أعلى من الأخريات، ومن الممكن أن يطلب منهن الموافقة على إجراء فحص اثبات الجنس أو إجراء عملية أو استخدام أدوية للتقليل من مستويات التستوستيرون. وقد كانت الموافقة على ذلك مثيرة للجدل، مع تعليق محكمة التحكيم الرياضية على سياسة الاتحاد الدولي لألعاب القوى بسبب أن الدليل غير كافي للربط بين ارتفاع مستويات الاندروجين وتحسن الأداء الرياضي.
الكشف عن سوء الاستخدام
وظفت العديد من الطرق لتحديد استخدام التستوستيرون من قبل الرياضيين، بشكل أساسي طريقة فحص البول. وهي تتضمن نسبة التستوستيرون/ابيتستوستيرون (أقل من 6 طبيعياً) ونسبة الكربون -13 / الكربون -12 (التستوستيرون الصيدلاني يحتوي على كربون -13 أقل من التستوستيرون المصنع داخل الجسم). في بعض برامج الفحوصات، يملك الأفراد نتائج تاريخية قد تستخدم كمرجع لتفسير لأي نتيجة مشكك بها. تم استقصاء عن طريقة أخرى وهي تحديد النوع المعطى من التستوستيرون، عادة الاستر، في الشعر.

## الأعراض الجانبية
قد تشمل الأعراض الجانبية أيضاً عل أعراض جانبية ثانوية مثل: تحول البشرة إلى دهنية، ظهور حب الشباب، المث، أيضاً تراجع فروة الرأس والذي يمكنه منعه أو التقليل منه عن طريق مثبطات 5 ألفا المختزلة. عند النساء من الممكن أن يتسبب التستوستيرون بحالة الزبب (زيادة في نمو شعر الجسم والوجه بشكل مفرط)، غلظ في الصوت، وعلامات أخرى تدل على الاسترجال. قد يتسبب تناول التستوستيرون في تثبيط عملية تكون الحيوانات المنوية عند الرجال ويؤدي إلى العقم الرجعي في بعض الحالات. التثدي والمضض من الممكن أن حدوثهما نتيجة لتناول جرعات عالية من التستوستيرون بسبب التحول الطرفي للتستوستيرون عن طريق انزيم اروماتيز إلى كميات مفرطة من ستيرويدات الاستروجين. العلاج بالتستوستيرون خاصة بجرعات عالية يرتبط بتقلبات المزاج، زيادة السلوك العدواني، وزيادة الحاجة إلى الجماع والانتصاب التلقائي والاحتلام الليلي. وأعراض جانبية أخرى مثل زيادة تكدس الدم، والذي يحتاج إلى ثقب الوريد لعلاجه، بالإضافة إلى تفاقم مشكلة انقطاع النفس أثناء النوم.
أقرت مؤسسة الغذاء والدواء عام 2015 بعدم ثبوت فوائد التستوستيرون أو أضراره لعلاج انخفاض مستويات التستوستيرون نتيجة للتقدم في العمر. وقد طالبت المؤسسة بملصقات صيدلانية للتستوستيرون تحتوي على معلومات تحذيرية عن احتمال زيادة خطر التعرض للنوبات القلبية مع استخدام التستوستيرون وأيضاً ملصق يعنى بالإدمان والاعتمادية.

### الأعراض الجانبية للاستخدام على المدى الطويل
أمراض القلب
من الممكن أن تشمل الأعراض الجانبية لمكملات التستوستيرون زيادة في الأحداث القلبية (مثل: الصدمات والنوبات القلبية) وفي الوفاة، اعتماداً على دراسات استعراض النظراء الثلاثي والتي ضمت رجال يستخدمون بديل التستوستيرون. بالإضافة إلى ذلك تم رصد زيادة بنسبة 30٪ في الوفيات والأمراض القلبية عند الرجال الأكبر سناً. نتيجة لزيادة الأعراض القلبية مقارنة بالتجارب السريرية للمجموعة الوهمية، استخدام التستوستيرون مع رجال أكبر سناً محدودي الحركة (تجارب عشوائية للمعهد الوطني للشيخوخة) أدى إلى اصابتهم بالعرج المبكر بحسب لجنة سلامة البيانات ورصدها. في 31 كانون الثاني عام 2014 أدت تقارير النوبات والصدمات القلبية والوفيات عند الرجال إلى الحصول على موافقة مؤسسة الغذاء والدواء على بديل التستوستيرون، كما أعلنت المؤسسة عن أنه يتم التحقيق في تلك المسألة. لاحقاً في أيلول 2014، أعلنت المؤسسة نتيجة التحقيق «في وضع نتائج الأعراض القلبية» بتقرير عن ملائمة وسلامة التستوستيرون كعلاج بديل. وطالبت المؤسسة الآن بتحذيرات بخصوص تخثر الأوردة العميقة والانسداد الرئوي على ملصقات الأدوية لجميع منتجات التستوستيرون الموافق عليها.
-حتى عام 2010 لم تظهر الدراسات أي خطر يؤدي إلى الوفاة أو الإصابة بسرطان البروستات أو الأمراض القلبية. على أي حال فقد ارتفعت حالة القلق نتيجة للمزيد من الدراسات التي أجريت مؤخراً. الدراسة عام 2013والتي نشرت في صحيفة الرابطة الطبية الأمريكية أقرت «بأن استخدام علاج التستوستيرون بشكل واضح بزيادة النتائج السلبية». بدأت الدراسة بعد تجارب طبية عشوائية سابقة لعلاج الرجال بالتستوستيرون تم ايقافها مبكراً بسبب زيادة القلق حول سلامة علاج التستوستيرون بعد حدوث أعراض قلبية سلبية.
سرطان البروستات
يؤدي استخدام التستوستيرون إلى إلى زيادة معدل نمو على أي حال، فإن الارتباط بين سرطان البروستات ومكملات التستوستيرون غير مثبت.
```
مع كل ذلك، قد حذر الأطباء من خطر السرطان المرتبط باستخدام مكملات التستوستيرون كعلاج.
[
33
]

حيث من الممكن أن يسرع من نمو سرطان البروستات الموجود قبل استخدامه عند الأفراد الذين يعانون من فقدان الاندروجين.
[
34
]
 لذلك ينصح الأطباء بتصوير سرطان البروستات باختبار المستقيمي الرقمي وفحص 
المولد المضاد الخاص بالبروستات
 قبل بداية العلاج بالتستوستيرون ومراقبة المولد المضاد الخاص بالبروستات ومستويات تكدس الدم خلال فترة العلاج.
[
34
]
```

تمتلك المجموعات العرقية معدلات مختلفة لاحتمالية الإصابة بسرطان البروستات. الاختلافات بالهرمونات الجنسية ومنها التستوستيرون تم اقتراحها كتفسير لهذه الاختلافات. هذه المفارقة الواضحة يمكن حلها بملاحظة أن سرطان البروستات شائع جداً. في علم التشريح 80٪ من الرجال بعمر 80 عام مصابون بسرطان البروستات.

### الحمل والرضاعة
التستوستيرون ممنوع خلال فترة الحمل ولا ينصح به خلال فترة الرضاعة. الإندروجينات مثل: التستوستيرون هي مشوهة للجينات تعرف أيضاً بأنها تسبب أضرار للجنين مثل: الاسترجال والخنوثة.

## علم الأدوية

### تأثير الأدوية
التستوستيرون مركب بقدرة عالية على الارتباط ومحفز لمستقبلات الأندروجين النووية بالإضافة إلى أنه يحفز ويرتبط بمستقبلات الأندروجين الموجودة على الغشاء مثل (ZIP9، GPRC6A). وتزداد قوة التستوستيرون عن طريق تحوله عن طريق 5 ألفا المختزلة إلى الأندروجين DHT أكثر فعالية في ما يسمى بالأنسجة الاندروجينية ومثالها غدة البروستات، الحويصلات المنوية، الجلد، وبصيلات الشعر. على عكس التستوستيرون، فإن هذا قبول يحدث بطريقة منخفضة أو لا يحدث مطلقاً مع أغلب الستيرويدات البنائية الاندروجينية (وأيضاً مع الداي هايدرو تستوستيرون DHT)، وهذا هو السبب الأولي لانفصال التأثير الاندروجيني عن البنائي لهذه المركبات. بالإضافة إلى الداي هايدرو تستوستيرون (DHT) فإن التستوستيرون يتحول أيضاً عن طريق انزيم الاروماتيز إلى استروجين استروديول بمعدل 0.3٪ تقريباً. ويحدث ذلك في العديد من الأنسجة خصوصاً الأنسجة الدهنية، الكبد، والدماغ لكن يحدث بالدرجة الأولى في الأنسجة الدهنية. التستوستيرون بعد تحوله إلى داي هايدرو تستوستيرون، يتحول أيضاً إلى 3ألفا-اندروستانديول، استرويد عصبي ومنظم تفارغي موجب قوي لمستقبلات الغابا-أ، و3-بيتا اندروستاندويل الذي يعتبر محفز قوي ومفضل لمستقلات الاندروجين من نوع بيتا. هذه النواتج الأيضية، على المدى الطويل مع السترويدال من الممكن أن تدخل في عدد من التأثيرات مع التستوستيرون على الدماغ، تشمل: مضادات الاكتئاب، مضادات القلق، مزيلات التوتر، مسببات السعادة، والتأثيرات الموالية للجنس.

### حركية الدواء
طريقة إعطاء الدواء: التستوستيرون ليس فعالاً عن طريق الفم باستثناء الجرعات العالية جداً وذلك بسبب ضعف امتصاصه وتعرضه لأيض المرور الأولي بشدة. بالإضافة إلى أن الأندروجينات الستيرودية ومنها التستوستيرون سامة للكبد، ومن المحتمل أن تتسبب الجرعات العالية من التستوستيرون الفموي بضرر للكبد، نتيجة لتراكم محلي لتراكيز من الدواء في الكبد بمستويات أعلى من المستويات الطبيعية فسيولوجياً. بدلاً من الإدخال الفموي يعطى التستوستيرون بطرق غير الفموية على شكل جل أو كريمات موضعية، اللصقات الجلدية، الحبوب الخدية، والغرز تحت الجلد. وأيضاً يعطى على شكل حقنة مدخرية بالعضل كدواء اولي من نوع الاسترات طويل المفعول مثل: التستوستيرون سيبيونات، التستوستيرون انانثات، التستوستيرون بروبيونات، وأيضاً بشكل أخص التستوستيرون أنديكونيت الطويل المفعول. ويعتبر التستوستيرون بوسيكلات أطول استرات التستوستيرون التي تم تطويرها مفعولاً، لكن لم يتم للآن الموافقة على استخدامه في المجال الطبي.
مع أن التستوستيرون نفسه لا يعطى عن طريق الفم، إلا أن التستوستيرون أنديكونيت تمت الموافقة عليه واعطائه فموياً. نتيجة لخصائصه الكيميائية الفريدة الميسرة التكلفة، فيتميز بوجود سلسلة طويلة من الاستر مما اعطاه القدرة على تجاوز أيض المرور الأولي للكبد جزئياً عن طريق امتصاصه من السبيل المعوي مباشرة إلى النظام اللمفاوي ومن ثم إلى جهاز الدوران. بالنسبة إلى التستوستيرون أنديكونيت فإن من 90 إلى 100٪ منه ينتقل لمفاوياً بعد وصوله إلى جهاز الدوران. هذا الاستر غير سام للكبد بالجرعات المستخدمة. على أي حال، فإن حركية التستوستيرون أنديكونيت متنوعة ويجب أن يعطى من مرتين إلى أربع مرات في اليوم ومع الأكل. بالإضافة إلى التستوستيرون أنديكونيت فإن مزج التستوستيرون ومثبطات 5 ألفا المختزلة مثل: الدوتاستيريد من الممكن أن يجعل التستوستيرون فعالاً فموياً عند إعطاءه على شكل كبسولات زيتية. وذلك لتقليله من أيض المرور الأولي عن طريق الكبد.
الامتصاص
```
توافر التستوستيرون عن طريق الفم قليل جداً ومهمل تقربياً.
[
46
]
[
47
]
 التوافر الحيوي للتستوستيرون فموياً من 3 إلى 7٪.
[
44
]
[
48
]
 الجل الموضوعي يتوافر حيوياً بنسبة 10٪ عند تطبيقه على المناطق الجلدية التي ينصح بها وهي المعدة والأذرع والأكتاف والأفخاد.
[
49
]
[
50
]
 ويتوافر حيوياً بنسبة 100٪ تقريباً عند اعطائه على شكل غرز وبنسبة 95٪ عند حقنه عضلياً.
[
51
]
```

الانتشار
```
في الدم، 97- 99.5٪ من التستوستيرون يكون مرتبطاً ببروتينات البلازما، مع 0.5 - 3٪ غير مرتبط.
[
1
]
 كما يرتبط بشدة مع الجلوبين الرابط بالهرمونات الجنسية وبضعف مع الألبومين.
[
1
]
 التستوستيرون في الدم يرتبط مع الجلوبين الرابط بالهرمونات الجنسية بنسبة 30-44٪ وبنسبة 54-68% مع الألبومين.
[
1
]
 يعرف التستوتيرون غير المرتبط بالتستوستيرون الحر، والتستوستيرون المرتبط بالألبومين بالتستوستيرون المتوافر حيوياً.
[
1
]
 ليس كالتستوستيرون المرتبط بالجلوبين الرابط بالهرمونات الجنسية، فإن التستوستيرون المتوافر حيوياً مرتبط مع بروتينات البلازما بشكل ضعيف كفاية لدرجة تشبه التستوستيرون الحر، بالتالي من الممكن أن يكون فعالاً ولو لمدى بسيط على الأقل.
[
1
]
 عند جمع المراجع (الحر، المتوافر حيوياً، والمرتبط مع الجلوبين الرابط بالهرمونات الجنسية) في الدم فإن التستوستيرون يطلق عليه مصطلح التستوستيرون الكلي.
[
1
]
```

الأيض
```
يتبدل التستوستيرون في الكبد مبدئياً وبشكل رئيسي عن طريق اختزاله ب 5ألفا و 5 بيتا المختزلات وو عن طريق الاقتران الغلوكوروني والسلفرة.
[
1
]
[
52
]
[
53
]
 نواتج الأيض الرئيسية التي تظهر في البول للتستوسترون هي الاندروستيرون غلوكورونيد وتيكو لانولين غلوكورونيد.
[
1
]
[
52
]
[
53
]
[
54
]
```

| Preparation                                | طرق إعطاء الدواء | t½        | MRT       |
| ------------------------------------------ | ---------------- | --------- | --------- |
| أونديكانوات التستوستيرون ‏                  | p.o.             | 1.6 hours | 3.7 hours |
| Testosterone propionate                    | i.m.             | 0.8 days  | 1.5 days  |
| تستوستيرون إنانثات (in زيت خروع)           | i.m.             | 4.5 days  | 8.5 days  |
| Testosterone undecanoate (in tea seed oil) | i.m.             | 20.9 days | 34.9 days |
| Testosterone undecanoate (in castor oil)   | i.m.             | 33.9 days | 36.0 days |
| Testosterone buciclate (مستعلق)            | i.m.             | 29.5 days | 60.0 days |

عمر النصف الطرفي للتستوستيرون يتنوع اعتماداً على طريقة أخذه وتركيبه وما إذا كان من الاسترات أم لا. عمر النصف الطرفي للتستوستيرون أنديكونيت (في الكبسولة الزيتية) 1.6 ساعة. نظراً لقصر عمر النصف الطرفي له فإنه يعطى من مرتين إلى أربع مرات في اليوم. على العكس مع التستوستيرون الفموي فإن الأشكال الأخرى وهي الجل الموضعي، المحاليل واللصقات والحبوب الخدية لها تأثير التفكك التدريجي الممتدد ومن الممكن إعطائها على شكل جرعات أقل تكراراً وعلى فترات وذلك حسب الشكل والتركيبة إما مرة واحدة أو مرتين يومياً أو مرة كل عدة أيام.
```
بينما عمر النصف الطرفي للتستوستيرون الغير مؤستر الذي يعطى عن طريق الحقن بالعضل فهو قصير جداً أي حوالي 10 دقائق أما التستوستيرون المؤستر فعمر النصف الطرفي له أطول بكثير.
[
46
]
[
55
]
 أما شكل المحاليل الزيتية فأعمار النصف الطرفي لها كالآتي: التستوستيرون بروبيونات 0.8 يوم، التستوستيرون انانثات 4.5 يوم، التستوستيرون أنديكونيت 20.9 يوم (زيت بذور الشاي) و 33.9 يوم (زيت الخروع)، و29.5 يوم للتستوستيرون بوسيكلات.
[
46
]
[
55
]
 على الرغم من أن القيم الدقيقة غير متوافرة للتستوستيرون سيبيونات إلا إن حركيته اعتبرت مثل التستوستيرون انانثات مع«المفارقة الكبيرة» لأحداث تفكك التستوستيرون.
[
55
]
[
57
]
 بسبب تنوعها واختلاف أعمار النصف الطرفية لها فإن استرات التستوستيرون العضلية المختلفة تعطى بتكرارت مختلفة.
[
58
]
 يحقن التستوستيرون بروبيونات مرتين أو ثلاث مرات بالأسبوع، ويحقن التستوستيرون انانثات والتستوستيرون سيبيونات مرة كل اسبوعين أو كل أربعة أسابيع، والتستوستيرون أندويكونيت والتستوستيرون بوسيكلات يحقنا مرة كل عشرة إلى أربعة عشر أسبوعاً.
[
58
]
 نتيجة لقصر فترة عمله فإن التستوستيرون بروبيونات يستخدم بقلة الآن ويفضل استخدام الأنديكونيت من الاسترات وإعطائه عن طريق الحقن بالعضل.
[
46
]
[
55
]
 من الممكن حقن التستوستيرون أنديكونيت والتستوستيرون بوسيكلات عضلياً لأقل من أربع مرات في السنة.
[
46
]
[
55
]
 عمر النصف الطرفي للشكل الذي يغرز في الجلد هو 2.5 شهر، والفترات البديلة هي مرة كل أربعة أو خمسة شهور.
[
46
]
[
59
]
```

الإخراج
```
يخرج التستوستيرون ونتائج أيضه عن طريق البول.
[
60
]
 يتم إخراجه بشكل رئيسي على شكل اندروستيرون غلوكورونيد وتيكو لانولين غلوكورونيد.
[
54
]
 ويخرج أيضاً على شكل الاقترانات الأخرى مثل: تستوستيرون غلوكورونيد (1٪)، تستوستيرون سلفيت (0.03٪)
[
54
]
[
61
]
 ، وغلوكورونيدات الاندروستانديول. فقط كميات قليلة جداً من التستوستيرون (أقل من 0.01٪) وجدت في البول ولم تتعرض للأيض.
[
60
]
[
61
]
```

## الكيمياء
التستوستيرون هو اندروستان (19كربونة) ستيرويد، ويعرف أيضاً بالاسم الكيميائيandrost-4-en-17β-ol-3-one. يحتوي على رابطة ثنائية بين الكربونة رقم 4 والكربونة رقم 5 (هذا ما يجعله اندروستان)، مجموعة الكيتون على الكربونة رقم 3 ومجموعة هيدروكسيل (كحول) على الكربونة رقم 17 في الموقع بيتا.

### المشتقات
استرات التستوستيرون مستبدلة على الكربونة رقم 17 موقع بيتا مع سلاسل متعددة الطول من قسم استرات الأحماض الدهنية المحبة للدهون. استرات التستوستيرون الرئيسية تشمل: التستوستيرون سيبيونات، التستوستيرون انانثات، التستوستيرون بروبيونات، والتستوستيرون أنديكونيت. الكربونة رقم 17 موقع بيتا لدواء أولي من ايثرات التستوستيرون هو كلوكسو تستوستيرون استيت أيضاً تم تسويقه مع أنه غير معروف كثيراً ونادراً ما يستخدم أو حتى لم يعد يستخدم. دواء آخر هو سيلاندرون يحتوي على ايثر أيضاً في الموقع بيتا للكربونة رقم 17 هو متواجد ولكن لم يتم تسويقه أبداً، ومن الملاحظ أنه فعال فموياً. بالإضافة إلى الاسترات والايثرات، الهرمونات الأولية الأندروجينية أو مصادر التستوستيرون مثل: دي هايدرو ابي اندروستيرون (DHEA)، الاندروستانديول، والاندروستينديون متواجدة أيضاً وتتحول إلى تستوستيرون بمقادير متنوعة حسب الجرعة. على عكس استرات التستوستيرون والأدوية الأولية من الايثرات فإن هذه الهرمونات الأولية تعتبر بنائية / أندروجينية ضعيفة. جميع الستيرويدات الاندروجينية البنائية AAS هي مشتقات للتستوستيرون. ومن الأمثلة البارزة عليها: ناندرولون (19-نورتستوستيرون)، ميتان دايانون (17 ألفا-ميثيل- سيغما-تستوستيرون)، استانوزول (17 ألفا ألكيل مشتقات ال DHT). على عكس التستوستيرون فإن الستيرويدات الأندروجينية البنائية AAS التي تحتوي على ألكيل على الموقع ألفا كربونة رقم 17 فعالة فموياً، وذلك بسبب الإعاقة الفراغية للأيض للكربونة17 موقع بيتا خلال عملية المرور الأولي عن طريق الكبد. على العكس فإن معظم الستيرويدات الأندروجينية البنائية AAS ليست ألكيلية مثل الناندرولون ليست فعالة فموياً وبدلاً من ذلك تعطى عن طريق الحقن بالعضل. هذه غالباً ما تكون على شكل الاستر، وأمثلتها في حالة الناندرولون هي: الناندرولون ديكونيت، والناندرولون فينيل بروبيونيت.
| طريقة الإعطاء | العلاج                      | الأسماء التجارية الكبرى           | الشكل          | الجرعة                                |
| --- | --------------------------- | --------------------------------- | -------------- | ------------------------------------- |
| فمويًا | تستوستيرون أ                | –                                 | أقراص          | 400–800 ملغ/اليوم (مقسمة على جرعات)   |
| فمويًا | أنديكانوات التستوستيرون ‏    | أندريول، جاتينزو                  | كبسول          | 40–80 ملغ/2–4 مرات اليوم (مع الوجبات) |
| فمويًا | ميثيل تستوستيرون ب          | آندرويد، ميتاندرين، تستريد        | أقراص          | 10–50 ملغ/اليوم                       |
| فمويًا | فلوكسيمستيرونب              | هالوتستين، أورا-تستريل، ألتاندرين | أقراص          | 5–20 ملغ/اليوم                        |
| فمويًا | ميتاندينونب                 | ديانابول                          | أقراص          | 5–15 ملغ/اليوم                        |
| فمويًا | مستيرولونب                  | بروفيرون                          | أقراص          | 25–150 ملغ/اليوم                      |
| شدقيًا | تستوستيرون                  | ستريانت                           | أقراص          | 30 ملغ مرتين/اليوم                    |
| شدقيًا | ميثيل تستوستيرونب           | ميتاندرين، أوريتون ميثيل          | أقراص          | 5–25 ملغ/اليوم                        |
| تحت اللسان | تستوستيرونب                 | تستورال                           | أقراص          | 5–10 ملغ 1–4 مرات/اليوم               |
| تحت اللسان | ميثيل تستوستيرونب           | ميتاندرين، أوريتون ميثيل          | أقراص          | 10–30 ملغ/اليوم                       |
| عبر الأنف [الإنجليزية] | تستوستيرون                  | ناتستو                            | بخاخ أنفي      | 11 ملغ 3 مرات/اليوم                   |
| عبر الأدمة | تستوستيرون                  | أندروجيل، تستيم، تستوجيل          | جيل            | 25–125 ملغ/اليوم                      |
| عبر الأدمة | تستوستيرون                  | أندروديرم، أندروباتش، تستوباتش    | رقعة غير صفنية | 2.5–15 ملغ/اليوم                      |
| عبر الأدمة | تستوستيرون                  | تستوديرم                          | رقع صفنية      | 4–6 ملغ/اليوم                         |
| عبر الأدمة | تستوستيرون                  | آكسيرون                           | محلول إبطي     | 30–120 ملغ/اليوم                      |
| عبر الأدمة | أندروستانولون ‏ (DHT)        | أندراكتين                         | جيل            | 100–250 ملغ/اليوم                     |
| عبر المستقيم | تستوستيرون                  | ريكتاندرون، تستوستيرون ب          | تحميلة         | 40 ملغ2–3 مرات/اليوم                  |
| بالحقن (تحت الجلد أو عضليًا) | تستوستيرون                  | أندروناك، ستيروتات، فيروستيرون    | معلق مائي      | 10–50 ملغ 2–3 مرات/الأسبوع            |
| بالحقن (تحت الجلد أو عضليًا) | بروبيونات التستوستيرون ‏ب    | تيستوفيرون                        | محلول زيتي     | 10–50 ملغ 2–3 مرات/الأسبوع            |
| بالحقن (تحت الجلد أو عضليًا) | إينانثات التستوستيرون       | ديلاتيستريل                       | محلول زيتي     | 50–250 ملغ مرة/1–4 أسبوعيًا            |
| بالحقن (تحت الجلد أو عضليًا) | إينانثات التستوستيرون       | زايوستيد                          | حقن تلقائي     | 50–100 ملغ مرة/الأسبوع                |
| بالحقن (تحت الجلد أو عضليًا) | سيبيونات التستوستيرون       | ديبو-تيستوستيرون                  | محلول زيتي     | 50–250 ملغ مرة/1–4 أسبوع              |
| بالحقن (تحت الجلد أو عضليًا) | إيزوبوتيرات التستوستيرون ‏   | أجوفيرين ديبوت                    | معلق مائي      | 50–100 ملغ مرة/1–2 الأسبوع            |
| بالحقن (تحت الجلد أو عضليًا) | فينيل أسيتيت التستوستيرون ‏ب | بيرنادرين، أندروجيكت              | محلول زيتي     | 50–200 ملغ مرة/3–5 أسبوع              |
| بالحقن (تحت الجلد أو عضليًا) | خليط إسترات التستوستيرون ‏   | ساستانون 100، ساستانون 250        | محلول زيتي     | 50–250 ملغ مرة/2–4 أسبوعيًا            |
| بالحقن (تحت الجلد أو عضليًا) | أنديكانوات التستوستيرون ‏    | آفيد، نيبيدو                      | محلول زيتي     | 750–1,000 ملغ مرة/10–14 أسبوع         |
| بالحقن (تحت الجلد أو عضليًا) | بوسيكلات التستوستيرون ‏أ     | –                                 | معلق مائي      | 600–1,000 ملغ مرة/12–20 أسبوع         |
| زرع تحت الجلد | تستوستيرون                  | تستوبل                            | حبيبات مضغوطة  | 150–1,200 ملغ/3–6 أشهر                |
| ملاحظات: ينتج الرجال حوالي 3 إلى 11 مغ من هرمون التستوستيرون يوميًا (متوسط 7 مغم/يوم عند الشباب). هوامش: أ = لم يُسَوق. ب =لم يعد مستخدمًا و/أو لم يعد يُسوق له. المصادر: See template. |                             |                                   |                |                                       |

## التاريخ
تم استخلاص وبناء التستوستيرون وبناءه أول مرة عام 1935. بعد ذلك بمدة قصيرة عام 1937، أصبح التستوستيرون متاح تجاريًاً لأول مرة كدواء صيدلاني على شكل حبيبات كروية ومن بعد ذلك على شكل استر للحقن الوريدي كتستوستيرون بروبيونات قصير المفعول. المثيل تستوستيرون من أوائل الستيرويدات الأندروجينية البنائية AAS والأندروجينات الفعالة فموياً تم ادراجه عام 1935، لكنه ارتبط بتسمم الكبد وبالنهاية أبطل استعماله دوائياً بشكل كبير. في منتصف الخمسينات تم ادراج استرات التستوستيرون طويلة المفعول وهي تستوستيرون انانثات وتستوستيرون سيبيونات. وقد حل تستوستيرون بروبيونات محلها بشكل كبير وأصبح الدواء الرئيسي المستخدم طبياً من استرات التستوستيرون لأكثر من نصف قرن. في السبعينات تم ادراج التستوستيرون أنديكونيت للاستخدام الفموي في أوروبا عل الرغم من أن التستوستيرون الذي يحقن بالعضل كان قد استخدم في الصين لعدة أعوام. لم يتم ادراج التستوستيرون أنديكونيت الذي يحقن بالعضل في أوروبا والولايات المتحدة الا بعد ذلك بكثير (في بدايات وحتى منتصف الألفينات وفي 2014 على التوالي) 

## المجتمع والثقافة

### الاستخدام
في الألفينات قامت الشركات والشخصيات الشائعة في الولايات المتحدة بالتسويق بكثافة لمنتجات«اياس الذكور» وهي شيء موازي لانقطاع الحيض. تم رفض هذه المنتجات من قبل المجتمع الطبي. بالإضافة إلى الاعلانات من شركات الأدوية التي تبيع التستوستيرون وهرمونات النمو وأيضاً شركات المكملات الغذائية التي تبيع جميع أنواع المنشطات للرجال المتقدمين في السن، الذين هم في أشد الحاجة للتستوستيرون الرجال في منتصف العمر أو حتى كبار السن. هناك حالة مرضية تسمى بالبداية المتأخرة لقصور القندية. بالرجوع إلى توماس بيرلز وديفيد ج. هانديلزمان وكتاباتهم في عام 2015 في المقالة الافتتاحية لمجلة الجمعية الأمريكية لرعاية كبار السن طبياً التي أوضحت بأن هذه الحالة يتم تشخيصها بدون ظهور لأي عرض على المريض وتعالج بجرعات أكبر وتكلفة أكثر من اللازم. لاحظ بيرلز وهانديلزمان بأنه في الولايات المتحدة «مبيعات التستوستيرون قد ارتفعت من 324مليون دولار في عام 2002 إلى ملياري دولار في عام2012. وقد صعد عدد جرعات التستوستيرون الموصوفة من 100مليون في عام2007 إلى نصف مليار في عام 2012، هذه الأرقام غير شاملة للمبيعات الإضافية من الصيدليات التي تقوم بتحضير المركبات، والإنترنت، والمبيعات المباشرة للمريض عن طريق العيادات»
.

### الأسماء العلمية
التستوستيرون هو الاسم العام للتستوستيرون بالإنجليزية والإيطالية وفي لائحة الأسماء الدولية غير معتمدة الملكية والأسماء المعتمدة الأمريكية ودستور الأدوية الأمريكي والأسماء المعتمدة البريطانية والأسماء الإيطالية الشائعة للأدوية، بينما الاسم العام له بالفرنسية والأسماء الشائعة الفرنسية فهو testostérone و testosteronum بالإيطالية و testosterona بالاسبانية والبرتغالية، وtestosteron بالالمانية والهولندية والروسية واللغات السلافية الأخرى. الأبجدية السيريلية للتستوستيرون هي тестостерон. The ألفبائية كيريلية of testosterone is тестостерон.

### الأسماء التجارية
يسوق التستوستيرون بعدد كبير من الأسماء التجارية حول العالم. الأسماء التجارية الرئيسية للتسترستيرون واستراته /أو استرات التستوستيرون هي: اندريول، اندروديرم، اندروجل، اكسيرون، ديلاتستريل، ديبو-تستوستيرون، انترنزا، نبيدو، اومنادرن، بريموتستون، سوستانون، تيستيم تيستوجل، تستوباتش، تستوفيرون، وتوستران.

### التوافر
الولايات المتحدة
في تشرين الثاني 2016 التستوستيرون غير المعدل (ليس استر) متواجد في الولايات المتحدة بالأشكال التالية:
جل موضعي: اندروجل، فورتيستا، تستم، تستوستيرون (العام)
محلول موضعي: اكزيرون، تستوستيرون (العام)
اللطخات عبر الجلد: اندروديرم، تستوديرم (توقف)، تستوديرم ت ت س (توقف)، تستوستيرون (العام)
جل داخل الأنف: ناتيستو
أقراص شدقية: ستريانت
حبيبات للغرس: تستوبيل
والاسترات الأولية التالية للتستوستيرون متاحة في الولايات المتحدة بمحاليل زيتية للحقن بالعضل:
تستوستيرون سيبيونات: ديبو سيبيونات، تستوستيرون سيبيونات (العام)
تستوستيرون بروبيونات: تستوستيرون بروبيونات (العام)
تستوستيرون انديكونيت: افييد
التستوستيرون غير المعدل أيضاً كان متاحاً سابقاً للحقن بالعضل لكن تم ايقافه.
تستوستيرون سيبيونات وتستوستيرون انانثات كانا متاحان سابقاً كمزيج مع استريدول سيبيونات واستريدول فاليرات، على الترتيب، تحت الأسماء التجارية ديبو- تستاديول وديتات-دي اس، على الترتيب كمحاليل زيتية للحقن بالعضل، لكن هذه المنتجات تم ايقافها.
على عكس أوروبا، كندا، والكثير من الدول الباقية في العالم، فإن التستوستيرون انديكونيت الفموي غير متوافر في الولايات المتحدة.

### كندا
في تشرين الثاني2016 تواجد التستوستيرون في كندا على شكل جل موضعي (اندروجل، تستم)، محاليل موضعية (اكزيرون)، لطخات عبر الجلد (اندروديرم)، جل داخل الأنف (ناتيستو). تستوستيرون سيبيونات (ديبو سيبيونات ، تستوستيرون سيبيونات (العام))، تستوستيرون انانثات (ديلاتستريل، دي ام أي - تستوستيرون انانثات)، تستوستيرون بروبيونات (تستوستيرون بروبيونات (العام)) أيضاً متوافر على شكل محلول زيتي للحقن بالعضل وتستوستيرون انديكونيت (اندريول، بي ام اس -تستوستيرون، تارو-تستوستيرون) متوافر على شكل كبسولات فموية. الأقراص الشدقية وحبيبات الغرس لم تتاح في كندا.
دول أخرى
التستوسيرون واستراته/ أو استرات التستوستيرون متوافرة بشكل كبير في الدول حول العالم بتراكيب متنوعة.

### الحالة القانونية
التستوستيرون واستراته مع الستيرويدات البنائية الاندروجينية الأخرى هي مواد مواد مسيطر عليها التي تصرف فقط بوصفة طبية في العديد من دول العالم. في الولايات المتحدة، يدرج التستوستيرون في لائحة الأدوية الثالثة للمواد الخاضعة للرقابة ، أما في كندا فيدرج في لائحة الأدوية الرابعة للأدوية والمواد الخاضعة للرقابة، وفي المملكة المتحدة فيصنف في اللائحة سي للأدوية التي يساء استخدامها.

### المقاضاة
حتى عام 2014، رفعت عدد من القضايا ضد منتجي التستوستيرون مدعية زيادة عدد الذبحات والصدمات القلبية بشكل واضح عند الرجال كبار السن الذين يستخدمون مكملات التستوستيرون.

## الأبحاث

### الاكتئاب
تم استخدام التستوستيرون كعلاج للاكتئاب عند الرجال الذين لديهم مستويات منخفضة من التستوستيرون في منتصف العمر. على أي حال، فإن التقرير أظهر عدم وجود تحسن في مزاج الرجال أصحاب المستوى الطبيعي للتستوستيرون أو في مزاج الرجال أصحاب المستوى المنخفض من التستوستيرون.

### قصور القلب
بديل التستوستيرون من الممكن أن يحسن بشكل واضح قوة العضلة والقدرة على ترويضها وتقليل فترة الكيو تي عند الرجال المصابين بقصور القلب الحاد. أقرت الدراسات بعد تجربة استخدام التستوستيرون لأكثر من 3 إلى 6 شهور ، بأنه آمن وفعال بشكل عام. (مع استبعاد سرطان البروستات) ووجد المرجع بأنه ليس هناك مانع مظلق لاستخدام التستوستيرون للرجال المصابين بقصور القلب الحاد. وأوجد تقرير مشابه عام 2012 زيادة في القدرة التمرينية وأسباب وفوائد لتعميم استخدامه للنساء. على أي حال فإن التقريران يتبعان لتجارب منضبطة عشوائياً، مؤيدان بشكل كبير لاستخدام التستوستيرون ولفترة طويلة.

### الواقيات الذكرية
التستوستيرونات، الاسترات منها مثل: التستوستيرون انديكونيت، والتستوستيرون بيكسلات تمت دراستها والترويج لها كنماذج للواقيات الذكورية وأيضاً لوسائل منع حمل مركبة للنساء. من ناحية أخرى تم نقاش الأعراض الجانبية للتستوستيرون، انخفاض الإنطاف من الممكن أن يضعف أكثر بإضافة البروجستين مثل: النورثيستيرون انانثيت أو الليفونورجيستيريل بيتانويت لتحسين تأثيره على منع الحمل.

### فقد هز الجماع
التستوستيرون تحت التطوير لاستخدامه بجرعات قليلة بتركيبة داخل الأنف لعلاج فقدان هز الجماع عند النساء.

### متفراقات
العلاج بالتستوستيرون من الممكن أن يتطور للسيطرة على النوع الثاني من السكري. ارتبط انخفاض التستوستيرون بتطور مرض ألزهايمر.

## التفاعلات

### مثبطات 5-ألفا المختزلة
مثبطات 5-ألفا المختزلة مثل فيناستيرايد ودوتاستيرايد من الممكن أن ترفع مستوى التستوستيرون قليلاً بالدم عن طريق تثبيط أيضه. على أي حال، فإن هذه الأدوية تقوم بذلك عن طريق منع تحول التستوستيرون إلى الداي هايدرو تستوستيرون وهذا يؤدي إلى انخفاض مستويات الداي هايدروتستوستيرون بالدم بشكل مفاجئ (بحيث ينتشر بالدم بمستوى أقل بكثير من مستواه النسبي). بالإضافة إلى ذلك فإن المستويات المحلية للداي هايدرو تستوستيرون في ما يسمى بالأنسجة الاندروجينية (المعبرة عن 5-ألفا المختزلة) تنخفض أيضاً بشكل واضح، وقد يتسبب هذا بتأثير قوي على بعض تأثيرات التستوستيرون. على سبيل المثال فإن نمو شعر الوجه والجسم ونمو القضيب الذكري المحفز بالتستوستيرون من الممكن تثبيطه بمثبطات 5-ألفا المختزلة وهو أمر غير مرغوب فيه في السياق مثلاً في مرحلة البلوغ. من ناحية أخرى فإن هذه المثبطات قد تمنع أو تقلل من الآثار الجانبية الاندروجينية للتستوستيرون مثل: فقدان شعر فروة الرأس، البشرة الزيتية، حب الشباب، والزهم. بالإضافة إلى منع تحول التستوستيرون إلى الداي هايدرو تستوستيرون فإن هذه المثبطات تمنع أيضاً تكون الستيرويدات العصبية مثل: 3ألفا-اندروستانديول من التستوستيرون ومن الممكن أن يكون لهذا تأثيرات عصبية على الرجال.

### مثبطات الأروماتيز
تمنع مثبطات الأروماتيز مثل الاناسترازول تحول التستوستيرون إلى استراديول عن طريق الأروماتيز. ومع تحول جزء صغير جداً من التستوستيرون إلى استراديول فلا يكون لذلك تأثير على مستويات التستوستيرون، لكن من الممكن أن يمنع التأثيرات الجانبية الاستروجينية مثل: التثدي عند الرجال والذي من الممكن حدوثه عند إعطاء التستوستيرون بجرعات كبيرة نسبياً. على أي حال فإن الاستراديول يستخدم التغذية السلبية العكسية في محور الغدد التناسلية تحت المهاد -النخامية- ولهذا السبب منع تكونها ممكن أن يقلل من هذه التغذية ويوقف تثبيط إنتاجية التناسلية للتستوستيرون والذي بدوره يتسبب بزيادة مستويات التستوستيرون الداخلي. يرتبط العلاج بالتستوستيرون في بعض الأحيان مع مثبطات الأروماتيز للرجال المصابين بقصور القندية الثانوي والذين يرغبون بإنجاب الأطفال من شريكاتهم.

### مثبطات سايتوكروم بي450
مثبطات ومحفزات انزيمات سايتوكروم بي450 مثل سايتوكروم بي450 3اي4 ارتبطت بعدم التأثير أو التأثير القليل على مستويات التستوستيرون.

### الاستروجينات ومضادات الاندروجين
مضادات الاندروجين مثل: سيبروتيرون اسيتيت، سبايرونولاكتون ، وبيكالوتاميد من الممكن أن توقف التأثيرات البنائية والاندروجينية للتستوستيرون. الاستروجينات من الممكن أن تقلل من تأثيرات التستوستيرون عن طريقة زيادة الإنتاج الكبدي وبدوره مستويات الجلوبين الرابط بالهرمونات الجنسية، بروتين ناقل يرتبط مع الاندروجينات مثل التستوستيرون والداي هايدرو تستوستيرون ويستوطن بها وهذا العلاج يقلل من التراكيز الحرة لهذه الاندروجينات.

## روابط خارجية
- تستوستيرون (دواء) على مشروع الدليل المفتوح